# 드래곤 토샤
《드래곤 토샤》(러시아어: Дракоша Тоша, 영어: Tommy The Little Dragon)는 2017년에 토이로이(ToyRoy)가 제작한 러시아의 유아 대상 교육용 애니메이션이다. 러시아에서 민간 자본으로 제작된 유일한 애니메이션 작품이다.